# Dům duchů
Dům duchů (anglicky The House of the Spirits) je německo-dánsko-portugalské filmové drama z roku 1993. Režisérem filmu je Bille August. Hlavní role ve filmu ztvárnili Jeremy Irons, Meryl Streep, Glenn Close, Winona Ryder a Antonio Banderas.

## Obsazení
| Jeremy Irons          | Esteban Trueba         |
| Meryl Streep          | Clara del Valle Trueba |
| Glenn Close           | Férula Trueba          |
| Winona Ryder          | Blanca Trueba          |
| Antonio Banderas      | Pedro Tercero García   |
| Vanessa Redgrave      | Nívea del Valle        |
| Maria Conchita Alonso | Tránsito Soto          |
| Armin Mueller-Stahl   | Severo del Valle       |
| Teri Polo             | Rosa del Valle         |
| Jan Niklas            | Jean de Satigny        |
| Sarita Choudhury      | Pancha García          |